# Vaucelles (Calvados)
Vaucelles és un municipi francès situat al departament de Calvados i a la regió de Normandia. L'any 2007 tenia 310 habitants.

## Demografia

### Població
El 2007 la població de fet de Vaucelles era de 310 persones. Hi havia 115 famílies de les quals 17 eren unipersonals (10 homes vivint sols i 7 dones vivint soles), 44 parelles sense fills, 51 parelles amb fills i 3 famílies monoparentals amb fills.
La població ha evolucionat segons el següent gràfic:
Habitants censats

### Habitatges
El 2007 hi havia 126 habitatges, 116 eren l'habitatge principal de la família, 4 eren segones residències i 6 estaven desocupats. 123 eren cases i 3 eren apartaments. Dels 116 habitatges principals, 101 estaven ocupats pels seus propietaris i 15 estaven llogats i ocupats pels llogaters; 4 tenien dues cambres, 14 en tenien tres, 25 en tenien quatre i 74 en tenien cinc o més. 109 habitatges disposaven pel capbaix d'una plaça de pàrquing. A 43 habitatges hi havia un automòbil i a 72 n'hi havia dos o més.

### Piràmide de població
La piràmide de població per edats i sexe el 2009 era:
| Homes | Edats   | Dones |
| ----- | ------- | ----- |
| 0     | 95 o +  | 0     |
| 0     | 90 a 94 | 0     |
| 0     | 85 a 89 | 0     |
| 0     | 80 a 84 | 0     |
| 0     | 75 a 79 | 4     |
| 8     | 70 a 74 | 4     |
| 4     | 65 a 69 | 0     |
| 12    | 60 a 64 | 12    |
| 4     | 55 a 59 | 12    |
| 16    | 50 a 54 | 8     |
| 16    | 45 a 49 | 4     |
| 0     | 40 a 44 | 16    |
| 4     | 35 a 39 | 4     |
| 0     | 30 a 34 | 0     |
| 8     | 25 a 29 | 12    |
| 8     | 20 a 24 | 24    |
| 4     | 15 a 19 | 12    |
| 8     | 10 a 14 | 0     |
| 4     | 5 a 9   | 12    |
| 4     | 0 a 4   | 0     |

## Economia
El 2007 la població en edat de treballar era de 217 persones, 142 eren actives i 75 eren inactives. De les 142 persones actives 139 estaven ocupades (70 homes i 69 dones) i 4 estaven aturades (1 home i 3 dones). De les 75 persones inactives 33 estaven jubilades, 27 estaven estudiant i 15 estaven classificades com a «altres inactius».

### Ingressos
El 2009 a Vaucelles hi havia 135 unitats fiscals que integraven 371 persones, la mediana anual d'ingressos fiscals per persona era de 21.724 €.

### Activitats econòmiques
Dels 22 establiments que hi havia el 2007, 3 eren d'empreses de construcció, 9 d'empreses de comerç i reparació d'automòbils, 2 d'empreses de transport, 2 d'empreses d'hostatgeria i restauració, 1 d'una empresa financera, 2 d'empreses immobiliàries, 2 d'empreses de serveis i 1 d'una empresa classificada com a «altres activitats de serveis».
Dels 4 establiments de servei als particulars que hi havia el 2009, 1 era un taller de reparació d'automòbils i de material agrícola, 2 fusteries i 1 empresa de construcció.
Dels 2 establiments comercials que hi havia el 2009, 1 era un hipermercat i 1 una joieria.
L'any 2000 a Vaucelles hi havia 9 explotacions agrícoles.

## Poblacions més properes
El següent diagrama mostra les poblacions més properes.